# Grez-Neuville
Grez-Neuville település Franciaországban, Maine-et-Loire megyében. Lakosainak száma 1437 fő (2022. január 1.). Grez-Neuville Longuenée-en-Anjou, Sceaux-d’Anjou, Thorigné-d’Anjou, Le Lion-d'Angers és Erdre-en-Anjou községekkel határos.

## Népesség
A település népességének változása:
| Lakosok száma | 853  | 860  | 1040 | 1436 | 1464 | 1459 | 1441 | 1432 | 1423 | 1437 |
|               | 1968 | 1982 | 1990 | 2006 | 2013 | 2015 | 2017 | 2019 | 2020 | 2022 |